# إبراهيم بوخالفة
إبراهيم بوخالفة باحث جزائري (1960 تونس -) أستاذ محاضر في جامعة تيبازة بالجزائر  حاصل على الدكتوراه في الأدب العربي، ضمن تخصّص نقد ثقافي. من مؤلفاته: «أطياف الاستشراق» (2018)، و«صناعة الشرق» (2018)، و«سلطة الآخر» (2019)، و«تمثيل العالم» (2019)، و«مملكة السرد.. دراسات في أدب السيد حافظ» (2020)، و«معارك المسرح» (2020). و«التابع يتكلم» (2021).